# Lijst van voetbalinterlands Belize - Kaaimaneilanden
Deze lijst van voetbalinterlands is een overzicht van alle officiële voetbalwedstrijden tussen de nationale teams van Belize en de Kaaimaneilanden. De landen speelden tot op heden twee keer tegen elkaar. De eerste ontmoeting, een kwalificatiewedstrijd voor het Wereldkampioenschap voetbal 2018, werd gespeeld in Belmopan op 25 maart 2015. Het laatste duel, de returnwedstrijd in dezelfde kwalificatiereeks, vond plaats op 29 maart 2015 in George Town.

## Wedstrijden
| № | Plaats      | Datum         | Competitie           | Wedstrijd            | Uitslag |
| - | ----------- | ------------- | -------------------- | -------------------- | ------- |
| 1 | Belmopan    | 25 maart 2015 | WK 2018 kwalificatie | Belize − Kaaimaneil. | 0 − 0   |
| 2 | George Town | 29 maart 2015 | WK 2018 kwalificatie | Kaaimaneil. − Belize | 1 − 1   |

## Samenvatting
| Competitie      | Totaal gespeeld | Winst Belize | Gelijk | Winst Kaaimaneil. | Doelsaldo Belize – Kaaimaneil. |
| --------------- | --------------- | ------------ | ------ | ----------------- | ------------------------------ |
| WK-kwalificatie | 2               | 0            | 2      | 0                 | 1 − 1                          |
| Totaal          | 2               | 0            | 2      | 0                 | 1 − 1                          |

Wedstrijden bepaald door strafschoppen worden, in lijn met de FIFA, als een gelijkspel gerekend.

## Details

### Eerste ontmoeting
| WK-kwalificatie (Belmopan, Belize, 25 maart 2015): |              | |
| Belize | 0 – 0        | Kaaimaneilanden |
| | goals        | |
| Jorge Nunez | bondscoach   | Alexander Gonzalez |
| Woodrow West Elroy Smith Trevor Lennen Dalton Eily Delone Torres 70' Harrison Róchez Andres Makin Jr. Elroy Kuylen 53' Daniel Jiménez Ian Gaynair Jarret Davis | opstellingen | Anthony Sealy Wesley Robinson Jedd Ebanks Benjamin Cupid Abijah Rivers Jessus Ebanks 77' Andres Ruiz Alejandro Ruiz Jason Ebanks Mark Ebanks 46' Raheem Robinson 74' |
| Najib Guerra 53' Carlton Thomas 70' | wissels      | 46' Martin Webb 74' Matthew Suberan 77' Jairo Sanchez |
| | gele kaarten | 1' Abijah Rivers 63' Benjamin Cupid 69' Jessus Ebanks |
| - Elroy Smith (Belize) mist in de tweede minuut een strafschop, toegekend door scheidsrechter Oscar Reyna (Guatemala).                                         |              | |

FFB · A-internationals · Bondscoaches · Statistieken · Belizaans vrouwenelftal
1990 – 1999 ·
2000 – 2009 ·
2010 – 2019 ·
2020 − 2029
1995 · 
1996 · 
1997 · 
1998 · 
1999 · 
2000 · 
2001 · 
2002 · 
2003 · 
2004 · 
2005 · 
2006 · 
2007 · 
2008 · 
2009 · 
2010 · 
2011 · 
2012 · 
2013 · 
2014 ·
2015 ·
2016 ·
2017 ·
2018 ·
2019 ·
2020 ·
2021 ·
2022 ·
2023 ·
2024
Anguilla ·
Bahama's ·
Barbados ·
Bermuda ·
Canada ·
Costa Rica ·
Cuba ·
Dominicaanse Republiek ·
El Salvador ·
Grenada ·
Guatemala ·
Guyana ·
Haïti ·
Honduras ·
Kaaimaneilanden ·
Mexico ·
Montserrat ·
Nicaragua ·
Panama ·
Puerto Rico ·
Saint Kitts en Nevis ·
Saint Vincent en de Grenadines ·
Trinidad en Tobago ·
Turks- en Caicoseilanden ·
Verenigde Staten
CIFA · A-internationals · Olympisch elftal · Kaaimaneilands vrouwenelftal
Amerikaanse Maagdeneilanden ·
Anguilla ·
Antigua en Barbuda ·
Aruba ·
Bahama's ·
Barbados ·
Belize ·
Bermuda ·
Britse Maagdeneilanden ·
Canada ·
Cuba ·
Dominicaanse Republiek ·
El Salvador · 
Grenada ·
Guyana ·
Haïti ·
Jamaica ·
Moldavië ·
Montserrat ·
Nederlandse Antillen ·
Nicaragua ·
Puerto Rico ·
Saint Kitts en Nevis ·
Saint Lucia ·
Saint Vincent en de Grenadines ·
Suriname ·
Trinidad en Tobago ·
Turks- en Caicoseilanden ·
Verenigde Staten